# 3186 Manuilova
A 3186 Manuilova (ideiglenes jelöléssel 1973 SD3) a Naprendszer kisbolygóövében található aszteroida. Nyikolaj Sztyepanovics Csernih fedezte fel 1973. szeptember 22-én.